# Vibi Frontó
Vibi Frontó (en llatí: Vibius Fronto) va ser un militar romà del segle i aC. Formava part de la gens Víbia, una gens romana d'origen plebeu.
Va servir com a comandant de cavalleria sota Luci Pomponi Flac l'any 19 aC i va derrotar els parts comandats pel rei Fraates a la vora del riu Piramos.